# (6669) Obi
(6669) Obi (1994 JA1) – planetoida z pasa głównego asteroid okrążająca Słońce w ciągu 3,27 lat w średniej odległości 2,2 j.a. Odkryta 5 maja 1994 roku.